# Karl Odebrett
Karl Odebrett (ur. 31 lipca 1890 w Pile, zm. 13 lutego 1930 w Caracas) – as lotnictwa niemieckiego Luftstreitkräfte z 16 potwierdzonymi  zwycięstwami w I wojnie światowej. Dowódca eskadry myśliwskiej Jagdstaffel 42.

## Życiorys
Urodził się w Wielkopolsce w 1890 roku w Schneidemühl (obecnie Piła). Licencję pilota uzyskał przed wybuchem wojny 9 lutego 1914 roku. Do wojska zgłosił się na ochotnika 4 sierpnia. Został przydzielony do jednostki uzupełnień w Poznaniu Fliegerersatz Abteilung Nr. 4, w której odbył szkolenie w pilotażu samolotów wojskowych. 10 listopada 1914 roku został przydzielony do jednostki liniowej FA47b i skierowany na front do walk z Rosją. W jednostce służył do 24 maja 1916 roku kiedy top został ranny. Odniósł w niej swoje pierwsze zwycięstwo powietrzne 18 października 1915 roku nad rosyjskim Vosinem.
25 lipca 1916 roku został przydzielony do FAA215 gdzie zaczął latać na jednomiejscowych samolotach Fokker. Na froncie wschodnim walczył do 11 listopada 1916 roku. Następnie został przeniesiony do Francji i przydzielony do eskadry myśliwskiej Jagdstaffel 16. W jednostce służył do 7 września 1917 roku odnosząc 6 zwycięstw. 7 września został ranny w udo i w czasie leczenia służył w Fliegerersatz Abteilung Nr. 2. 6 grudnia został mianowany pierwszym dowódcą Jagdstaffel 42. Na stanowisku przebywał do końca wojny odnosząc łącznie 9 potwierdzonych i 5 niepotwierdzonych zwycięstw.
Karl Odebrett był rekomendowany do Pour le Mérite, ale z powodu zakończenia działań wojennych order nie został mu nadany.
Po zakończeniu działań wojennych Karl Odebrett brał udział w walkach z bolszewikami w 1919 i 1920 roku. Później wyemigrował do Wenezueli, gdzie pracował jako dyrektor w państwowych przedsiębiorstwach kolejowych i lotniczych. Zmarł 13 lutego 1930 w wyniku zapalenia nerek. Został pochowany w Caracas.

## Odznaczenia
- Królewski Order Rodu Hohenzollernów – 28 kwietnia 1918
- Krzyż Żelazny I Klasy
- Krzyż Żelazny II Klasy
- Brązowy Medal za Odwagę – Austro-Węgry